# 플로렌스 시빅 센터
플로렌스 시빅 센터(Florence Civic Center)은 미국 사우스캐롤라이나주 플로렌스에 위치한 실내 경기장이다. 과거 ECHL 피디 프라이드, 플로렌스 프라이드와 SPHL 피디 사이클론즈의 홈경기장으로 사용했다.